# 非弾性衝突

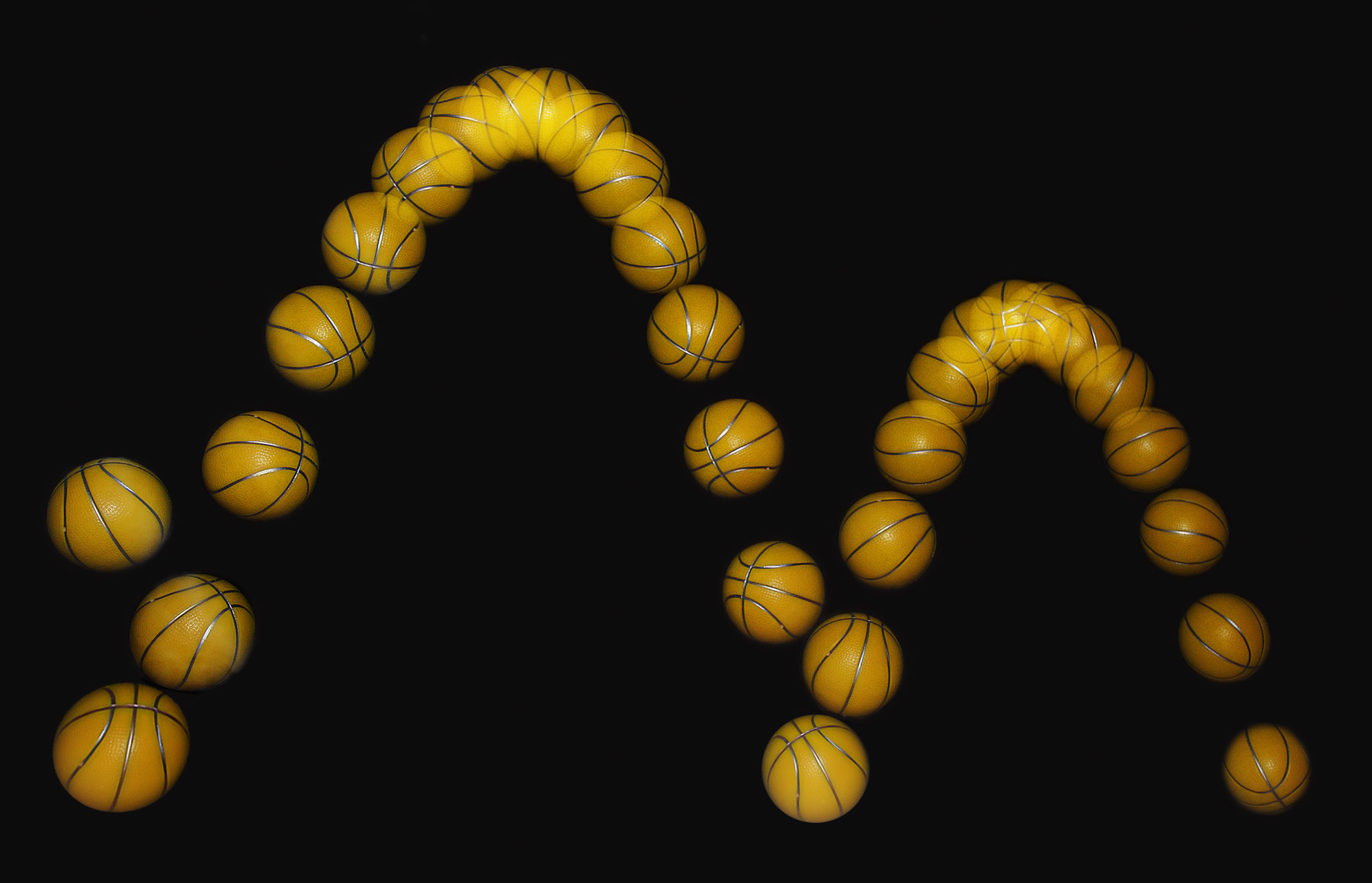
一秒あたり 25 画像のストロボ写真で捉えた弾むボール。ボールの各衝突は非弾性であり、すなわち弾むごとにエネルギーは散逸する。空気抵抗を無視すると、弾む高さの自乗根は一回ごとに一定比率で低くなっていき、この比率をボールと床の反発係数と呼ぶ。

非弾性衝突（ひだんせいしょうとつ 英: inelastic collision）とは、弾性衝突とは対照的に、内部摩擦のために運動エネルギーが保存しない衝突である。
巨視的な物体の衝突の場合、運動エネルギーは原子の振動エネルギーとして熱に変わったり、物体を変形させたりする。
気体分子や液体分子が完全弾性衝突であることは少く、運動エネルギーは衝突ごとに並進運動と内部自由度との間での交換が起こる。任意の瞬間において、衝突の（ゆらぎはあれど）半分は非弾性（衝突した粒子対は衝突前よりも運動エネルギーが減る）衝突であり、もう半分は「超弾性」（衝突前よりも運動エネルギーが増える）衝突である。全体を平均すれば、分子衝突は弾性衝突だといえる。
非弾性衝突では運動エネルギーは保存しないが、運動量保存則は成り立つ。単純な弾道振り子問題では、運動エネルギーの保存はブロックが最大角まで振れた場合にのみ成り立つ。
原子核物理学における衝突では、入射粒子が標的核を励起もしくは破砕した場合に非弾性衝突となる。深部非弾性散乱法はラザフォード散乱により原子の構造が調査されたのと大筋同じ方法で原子核内部を調査する方法である。陽子に対するこのような実験は1960年代後半にSLACにおいて高エネルギー電子を用いて行われた。ラザフォード散乱と同様、陽子による電子の深部非弾性散乱でもほとんどの入射電子は相互作用することなく素通りし、跳ね返される粒子は極一部である。これは陽子内の電荷が小さな塊に凝集していることを示しており、ラザフォードが原子内の正電荷が原子核に凝集していることを示したことを思い起こさせる。しかし、陽子の場合は一つではなく三つに分かれた電荷の凝集（クォーク）を示唆する証拠が得られた。

## 公式
一次元衝突の後の速度を与える公式は以下のように書ける。
{\displaystyle v_{a}={\frac {C_{R}m_{b}(u_{b}-u_{a})+m_{a}u_{a}+m_{b}u_{b}}{m_{a}+m_{b}}}}
{\displaystyle v_{b}={\frac {C_{R}m_{a}(u_{a}-u_{b})+m_{a}u_{a}+m_{b}u_{b}}{m_{a}+m_{b}}}}
ここで、
va は一つ目の物体の衝突後の最終速度
vb は二つ目の物体の衝突後の最終速度
ua は一つ目の物体の衝突前の初速度
ub は二つ目の物体の衝突前の初速度
ma は一つ目の物体の質量
mb は二つ目の物体の質量
CR は反発係数。1の場合は弾性衝突、0の場合は完全非弾性衝突である。下参照。
運動量中心系ではこの公式は次のように簡単化できる。
{\displaystyle v_{a}=-C_{R}u_{a}}
{\displaystyle v_{b}=-C_{R}u_{b}}
二次元、三次元衝突の場合、この公式により衝突点における接線・接面に垂直な速度成分が記述される。

## 完全非弾性衝突

質量の等しい物体の完全非弾性衝突

完全非弾性衝突は系の運動量エネルギーが最大限散逸する場合におこる。完全非弾性衝突、つまり反発係数が0の場合は、衝突粒子はくっつき合う。この場合、運動エネルギーは二つの物体の結合により失われる。この結合エネルギーにより、通常運動エネルギーが最大限失われる。運動量保存を考慮する必要はある（注意: 上の例のようにブロックが滑る場合は運動量の保存は床との摩擦が無い場合にのみ成り立つ。摩擦のある場合、二物体系の運動量はすべるにつれて床へ伝わっていく。同じように、空気抵抗のある場合も空気へと伝わっていく）。下に示す方程式は上の二体系（物体 A, B）について成り立つ。この例の場合、床と物体との間に摩擦は無く運動量は保存される。
{\displaystyle m_{a}u_{a}+m_{b}u_{b}=\left(m_{a}+m_{b}\right)v\,}
ここで、v は終端速度であり次のように与えられる。
{\displaystyle v={\frac {m_{a}u_{a}+m_{b}u_{b}}{m_{a}+m_{b}}}}
総運動エネルギーの減少は二つの粒子に対する運動量中心系における衝突前のエネルギーに等しい。 なぜなら、この基準系では衝突後のエネルギーは0だからである。この基準系においては、衝突前の運動エネルギーはほとんど質量の小さい粒子によるものである。別の基準系では、運動エネルギーの減少だけでなく粒子から粒子への運動エネルギーの移動も起こりうる。これが基準系に依るという事実はこれが相対的な現象であることを示している。
時間をおいて見れば、二つの物体は押し当って離れる。たとえば、弾丸の射出やロケットの推力が挙げられる（ツィオルコフスキーの公式の導出も参照されたい）。

## 不完全非弾性衝突
不完全非弾性衝突 (英: partially inelastic collisions) は実世界で起こる衝突の中で最も多い種類の衝突である。この種類の衝突においては、衝突に係わる物体は互いにくっついたりはしないが、運動エネルギーは失われる。摩擦や音、熱その他の原因により運動エネルギーは失われる。